# Sant Sadurní de Fustanyà
Sant Sadurní de Fustanyà és una església romànica del poble de Fustanyà, al municipi de Queralbs, a la comarca catalana del Ripollès. Es troba enlairada a la vall del riu Freser, propera a un gran mas i al costat del cementiri obert. És una obra inclosa en l'Inventari del Patrimoni Arquitectònic de Catalunya.

## Descripció

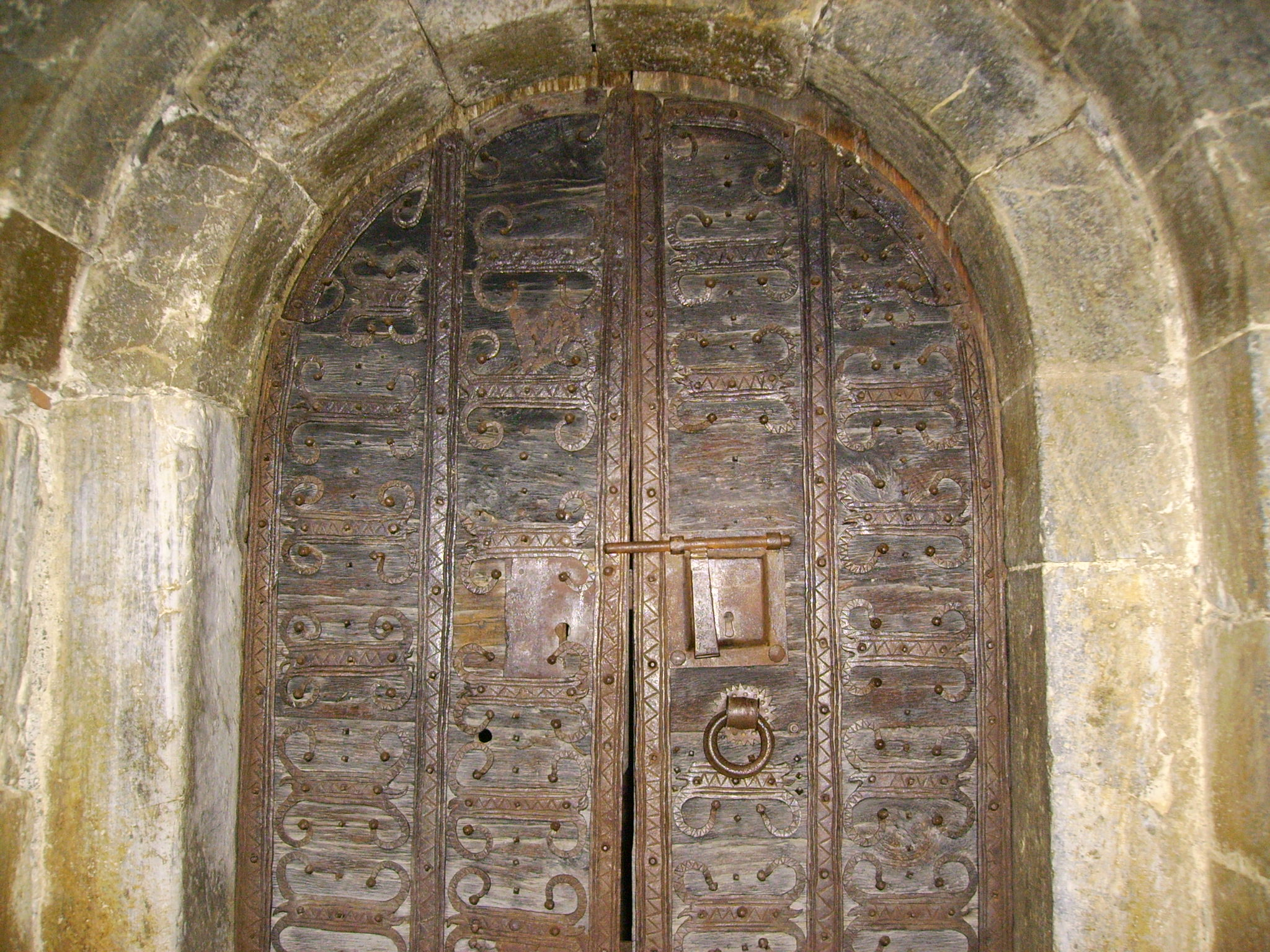
Detall de la ferramenta de la porta

És una construcció de nau única, coberta amb volta de canó apuntada. Presenta un arc triomfal i un absis semicircular molt més petit que la nau, orientat a llevant que a l'exterior mostra un fris sostingut per mènsules. Arran de l'arc triomfal, la nau té, a banda i banda, dos grans nínxols, oberts al gruix dels murs, com un rudiment de creuer. La portalada, al costat de migjorn, està formada per tres arcs en gradació i conserva la ferramenta. Al damunt del nivell de la porta, vuit forats, rítmicament distribuïts, indiquen que hi hagué un nàrtex de fusta protegint l'entrada de gairebé tota l'amplada de la façana, que ha estat restituït en la restauració. Sobre el peu de la nau s'aixeca el campanar de torre de coberta piramidal que possiblement és fruit d'una transformació de l'original d'espadanya.
Sant Sadurní va ser la primera parròquia del terme actual de Queralbs, però en desconeixem la data de consagració.